# Lac d'Arni
Le lac d'Arni,, (en allemand : Arnisee) est un lac suisse des Alpes uranaises situé dans la commune de Gurtnellen, dans le canton d'Uri. Le réservoir, à 1 368 m d'altitude, peut être atteint par télécabine depuis Amsteg et Intschi (de).

## Galerie
|                  |
| Le lac en hiver. |

|                |
| Le lac en été. |

|                    |
| Chalet sur le lac. |